# Инцидент с подлодкой у берегов Швеции (2014)

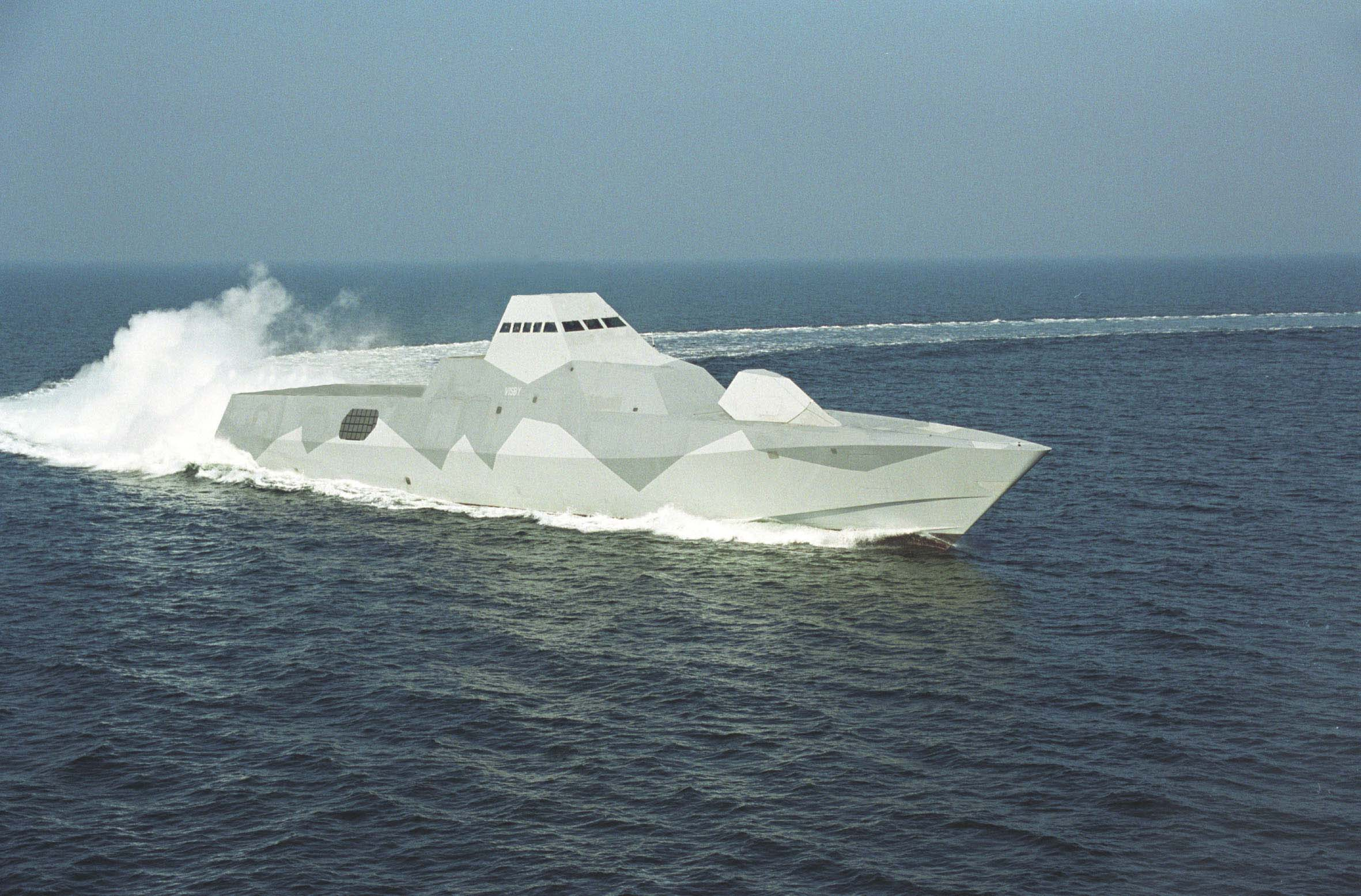
HMS Visby

Инцидент с подлодкой у берегов Швеции — события, связанные с поисками шведскими ВМС неизвестной подводной лодки у берегов Швеции в октябре 2014 года.

## История
19 октября 2014 года появились первые сообщения о подводной лодке в водах Швеции, когда прошла пресс-конференция, на которой контр-адмирал Андерс Гренстад заявил, что в Стокгольмском архипелаге «вероятно ведется иностранная подводная деятельность». Это может быть подводная лодка, мини-подводная лодка или водолазы, пояснил он. В это же время в прессе появились фотографии подводной лодки (в надводном положении) у фьордов Швеции. Косвенно наличие инцидента также подтверждалась подозрительными перемещениями российского танкера «NS Concord» (ходит под флагом Либерии), которые указывали на возможное российское происхождение лодки. Кроме того, средства массовой информации (СМИ) распространили информацию, что 16 октября в месте поисков было перехвачено сообщение об аварии на русском языке, другое сообщение было шифрованным. Сообщение передавались направленным лучом в сторону Калининграда. В качестве кандидата в искомые объекты называлась мини-подлодка типа Тритон-НН.
20 октября министр обороны Швеции Петер Хульквист созвал экстренное заседание Комитета по вопросам обороны Риксдага.
В этот же день Министерство обороны Российской Федерации (Минобороны России) заявило, что искомая лодка принадлежит Нидерландам — их субмарина «Бруйнфис» находилась в акватории Балтики на предыдущей неделе.
21 октября Швеция под предлогом продолжения поисков неизвестной субмарины закрыла воздушное пространство над Стокгольмским архипелагом. Гражданским судам приказано держаться на расстоянии 10 километров от военных кораблей, вовлеченных в поисковую операцию. В поисках также были задействованы военные вертолёты и самолёты.
23 октября 2014 года был опубликован проект бюджета Швеции, в котором говорится: «Правительство решило не продлевать действие плана совместных мероприятий с Россией, регулирующего сотрудничество между вооружёнными силами стран. Это означает, что сотрудничество шведских ВС с Россией приостановлено». Правительство Швеции утверждает, что российские военные «действуют всё более вызывающе в регионе Балтики», где имели место «нарушения территориальной целостности стран» региона. Исходя из этого в документе отмечается необходимость работы по скорейшему усилению обороноспособности страны.
24 октября представитель минобороны России Игорь Конашенков сделал заявление, в котором в частности указал, что «шансов обнаружить в этих сферах „русский след“ не больше, чем было у Филле и Рулле в поимке Карлсона, который живёт на крыше».
В тот же день утром на пресс-конференции контр-адмирала Андерса Гренстада было объявлено, что поиски подводной лодки прекращены. В общем поиски проводились на участке моря размером 30×60 км.
10 ноября 2014 года журналист газеты Свенска Дагбладет Микаель Хольмстрём сообщил, что по данным его источника в Шведских вооруженных силах, анализ собранных во время поисковой операции данных почти завершён, и военные эксперты ещё больше уверены, что малая подводная лодка действительно вторгалась в территориальные воды Швеции.
13 апреля 2015 года РИА Новости передали, что начальник оперативных вооруженных сил Швеции, контр-адмирал Андерс Гренстад, сделал заявление, о том, что лодка, замеченная в 2014 году в водах Стокгольмского архипелага была не подводной лодкой, а техническим кораблём.